# Phellodendron chinense
Phellodendron chinense es una especie de planta medicinal perteneciente a la familia de las rutáceas.

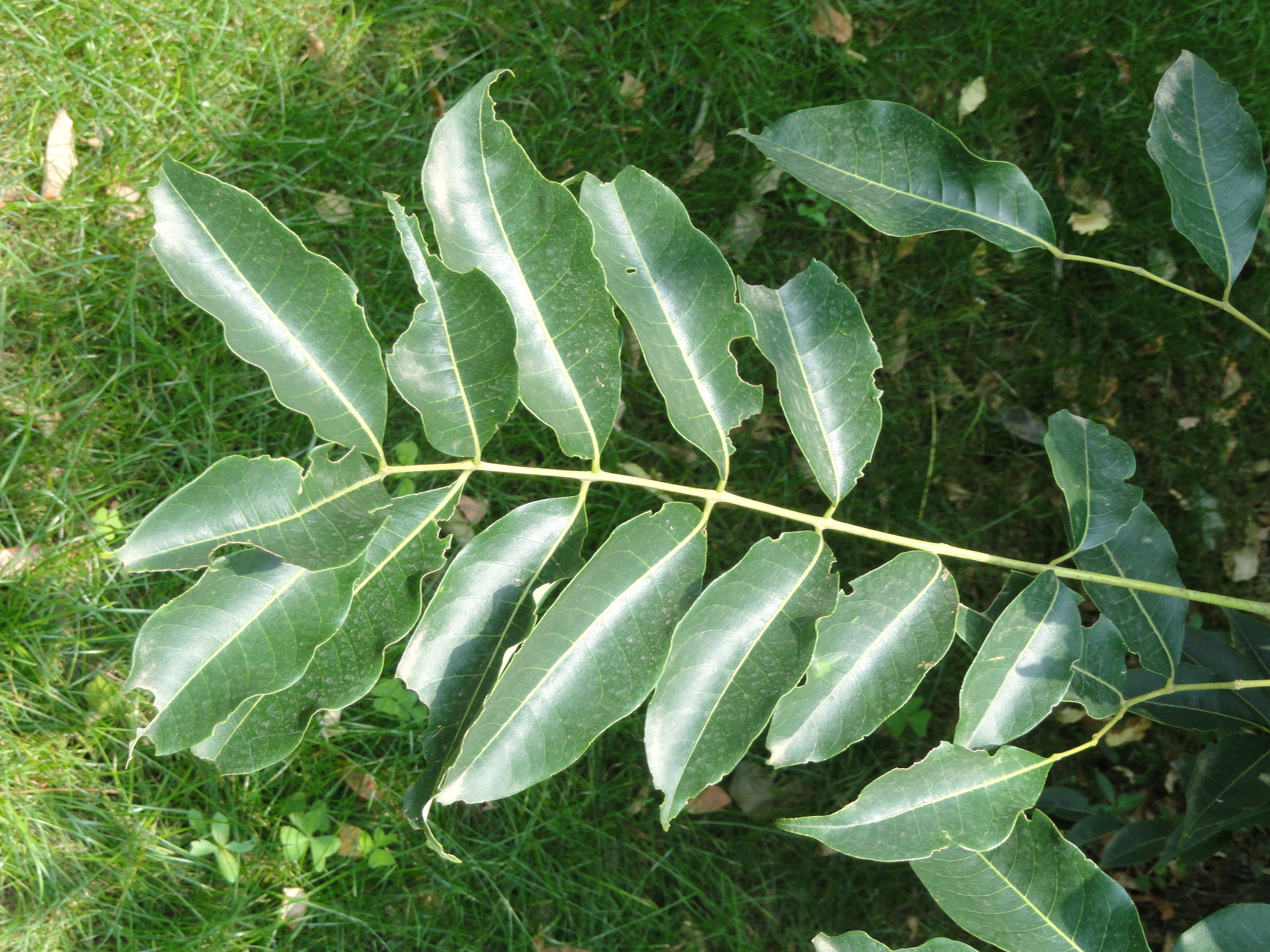
Detalle de las hojas

## Descripción
Es un árbol que alcanza un tamaño de 15 m de altura. Tiene 7-15 foliolos; raquis glabro, finamente pubescente o tomentoso de color rojizo, las hojas ovado-elípticas a oblongo-lanceoladas, de 8-15 x 3,5-6 cm, como de papel, la base cuneada a atenuada y mucronada, el ápice acuminado. Las inflorescencias  compactas, en ramas y pedicelos robustos. Fruto subgloboso a elipsoide, de 1-1.5 cm de diámetro. Semillas 6-7 × 3-5 mm. Fl. Mayo-junio, fr. Septiembre-noviembre.

## Distribución y hábitat
Se encuentra en los bosques de hoja ancha, y los bosques densos, a una altitud de 800-1500 (-3000) metros, en Anhui, Fujian, Gansu, Guangdong, Guangxi, Guizhou, Henan, Hubei, Hunan, Jiangsu, Shaanxi, Sichuan, Yunnan y Zhejiang.

## Propiedades
Un derivado de isocumarina, el 3-acetil-3 ,4-dihidro-5 ,6-dimetoxi-1 H -2-benzopirano-1-ona se puede encontrar en P. chinense, que es una de las 50 hierbas fundamentales de la medicina tradicional china.

## Taxonomía
Phellodendron chinense fue descrita por Camillo Karl Schneider y publicado en Illustriertes Handbuch der Laubholzkunde 2: 126, f. 79c,en el año 1907.
Etimología
Phellodendron: nombre genérico que deriva de las palabras griegas: phellos que significa "corcho" y dendron, que significa "árbol".
chinense: epíteto geográfico que alude a su localización en China.
Subespecies
- Phellodendron chinense var. chinense

Sinonimia
- Phellodendron fargesii Dode
- Phellodendron macrophyllum Dode[4]

- Phellodendron chinense var. glabriusculum C.K. Schneid.

Sinonimia
- Phellodendron amurense var. wilsonii C.E. Chang
- Phellodendron chinense var. falcatum C.C. Huang
- Phellodendron chinense var. omeiense C.C. Huang
- Phellodendron chinense var. yunnanense C.C. Huang
- Phellodendron sinense Dode
- Phellodendron wilsonii Hayata & Kaneh. in Hayata[5]